# Deltocephalus contrerasi
Deltocephalus contrerasi är en insektsart som beskrevs av Van Duzee 1923. Deltocephalus contrerasi ingår i släktet Deltocephalus och familjen dvärgstritar. Inga underarter finns listade i Catalogue of Life.